# Ценз оседлости
Ценз оседлости — требование избирательного закона, согласно которому получение гражданином активного и/или пассивного избирательного права обусловлено определённым сроком проживания в данной местности или стране к моменту проведения выборов.
Логика данного подхода состоит в том, что выборное лицо наделяется полномочиями населением конкретной территории, следовательно, оно должно быть с ней связано.